# Neophema splendida
Il pappagallo pettoscarlatto (Neophema splendida (Gould, 1841)) è un uccello della famiglia degli Psittaculidi endemico delle regioni meridionali dell'Australia.

## Descrizione

### Dimensioni
Misura 19 cm di lunghezza, per 36-44 g.

### Aspetto
Questo uccello di medie dimensioni è particolarmente variopinto. La faccia e la fronte sono di un blu-turchese leggermente brillante, più scuro sulla gola e sul mento. Le parti superiori sono verde prato. La curvatura dell'ala è blu scuro, e le copritrici alari sono della stessa tonalità di blu della faccia. Le copritrici primarie presentano una colorazione di un blu-violetto intenso. Le primarie, nere, presentano una leggera sfumatura blu sui vessilli esterni. Il bordo esterno delle secondarie è di un colore blu-verdastro che si fonde nel verde puro del loro bordo interno e delle terziarie. La parte inferiore delle ali è blu scuro.
Il petto è rosso scarlatto brillante, caratteristica molto importante per il riconoscimento della specie. I lati del petto e i fianchi sono verdi. Il resto delle parti inferiori è giallo brillante. La parte inferiore della coda è verde, ma le estremità delle rettrici esterne sono macchiate di giallo.
Il becco è nero, l'iride marrone scuro. Le zampe sono di colore grigio-marrone.
La femmina ha una colorazione molto più spenta di quella del compagno, con del verde sul ventre e sul petto. La faccia presenta una minore quantità di blu. Le femmine e i giovani presentano spesso delle barre alari. I giovani maschi impiegano quattro mesi per acquisire il piumaggio della maturità, ma devono raggiungere i 2 anni di età per ottenere la lucentezza propria del piumaggio adulto.

## Biologia
I pappagalli pettoscarlatto vanno in cerca di cibo sul terreno e al di fuori della stagione della nidificazione formano delle bande relativamente numerose. Durante il periodo nuziale, questi uccelli non sono particolarmente gregari, ma le varie coppie costruiscono i loro nidi su alberi non molto distanti tra loro. Come nei pappagalli turchesi, la ripartizione dei compiti tra i due partner è ben stabilita, e sono le femmine ad essere incaricate della raccolta delle foglie verdi che andranno a foderare l'interno del nido. Non possediamo alcuna descrizione di possibili parate nuziali.

### Alimentazione
I pappagalli pettoscarlatto hanno una dieta quasi esclusivamente granivora. Nel suo libro sulla grande famiglia degli Psittacidi, Tony Juniper ipotizza che questa specie ricavi la maggior parte dell'umidità necessaria consumando piante succulente che ne contengono una buona quantità. Se tale pratica non è sufficiente, questi pappagalli si comportano come le altre specie delle regioni aride, vale a dire si riforniscono direttamente presso sorgenti e pozze d'acqua. Il menu di questa specie è poco conosciuto nei dettagli, ma la maggior parte dei semi di cui si nutre provengono da piante dei generi Triodia, Newcastelia, Haloragis, Acacia e Stipa.

### Riproduzione

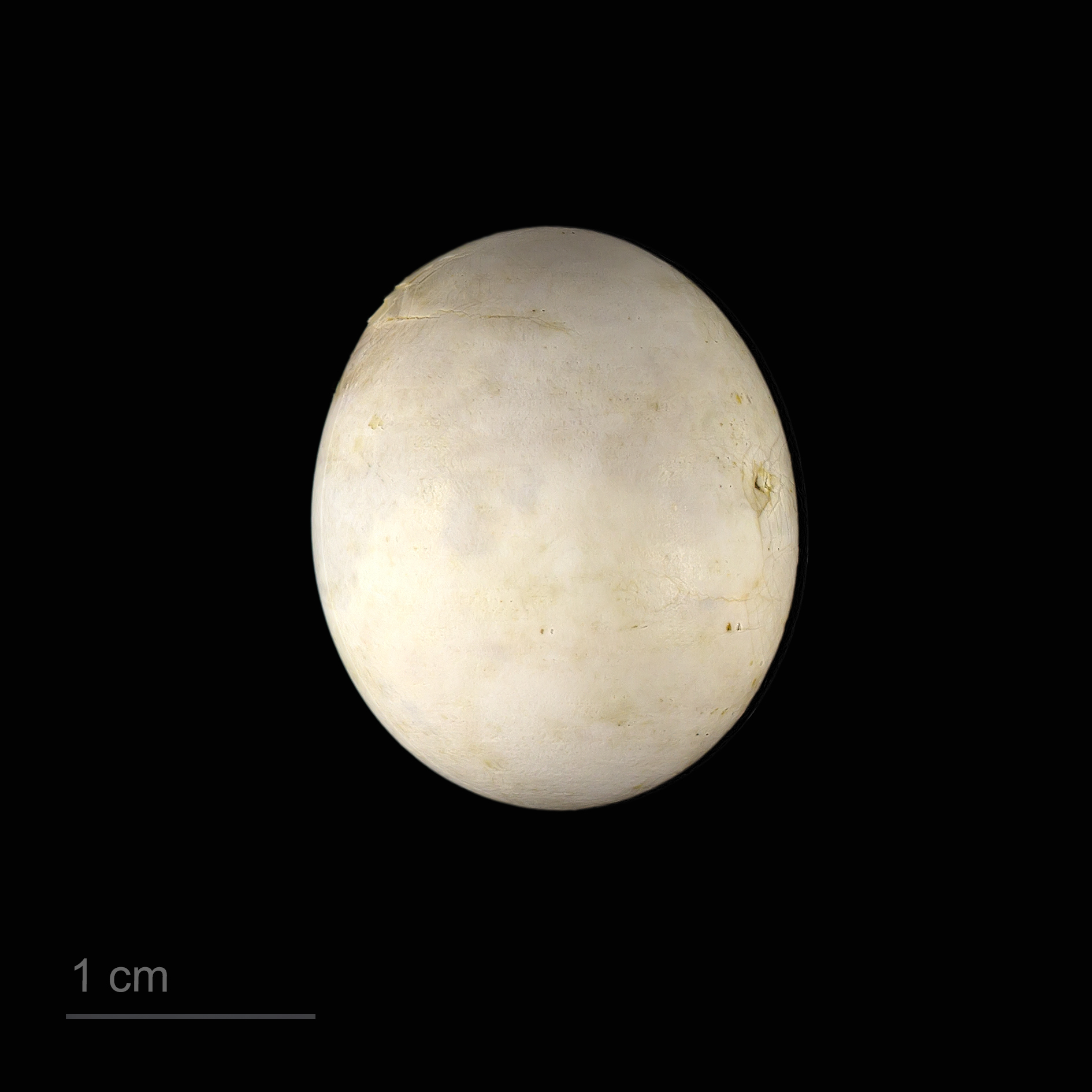
Neophema splendida

La stagione di nidificazione è generalmente in pieno svolgimento nel periodo che va da agosto a gennaio, ma queste date possono anche cambiare, in quanto la riproduzione è fortemente influenzata dalle condizioni climatiche, in particolare dalle precipitazioni. Il nido è situato nella cavità di un albero, nella maggior parte dei casi un eucalipto. La struttura si trova tra 2 metri e 50 e 8 metri al di sopra del suolo.
I pappagalli pettoscarlatto costituiscono delle colonie piuttosto libere. Talvolta piccole concentrazioni di coppie si possono trovare su un numero limitato di ettari.
La covata comprende da 3 a 5 uova la cui incubazione dura circa 18 giorni. Le covate più numerose possono talvolta comprendere fino a 6 uova. I pulcini sono nidicoli e si involano e lasciano il loro luogo di nascita solamente circa 30 giorni dopo la schiusa.

## Distribuzione e habitat

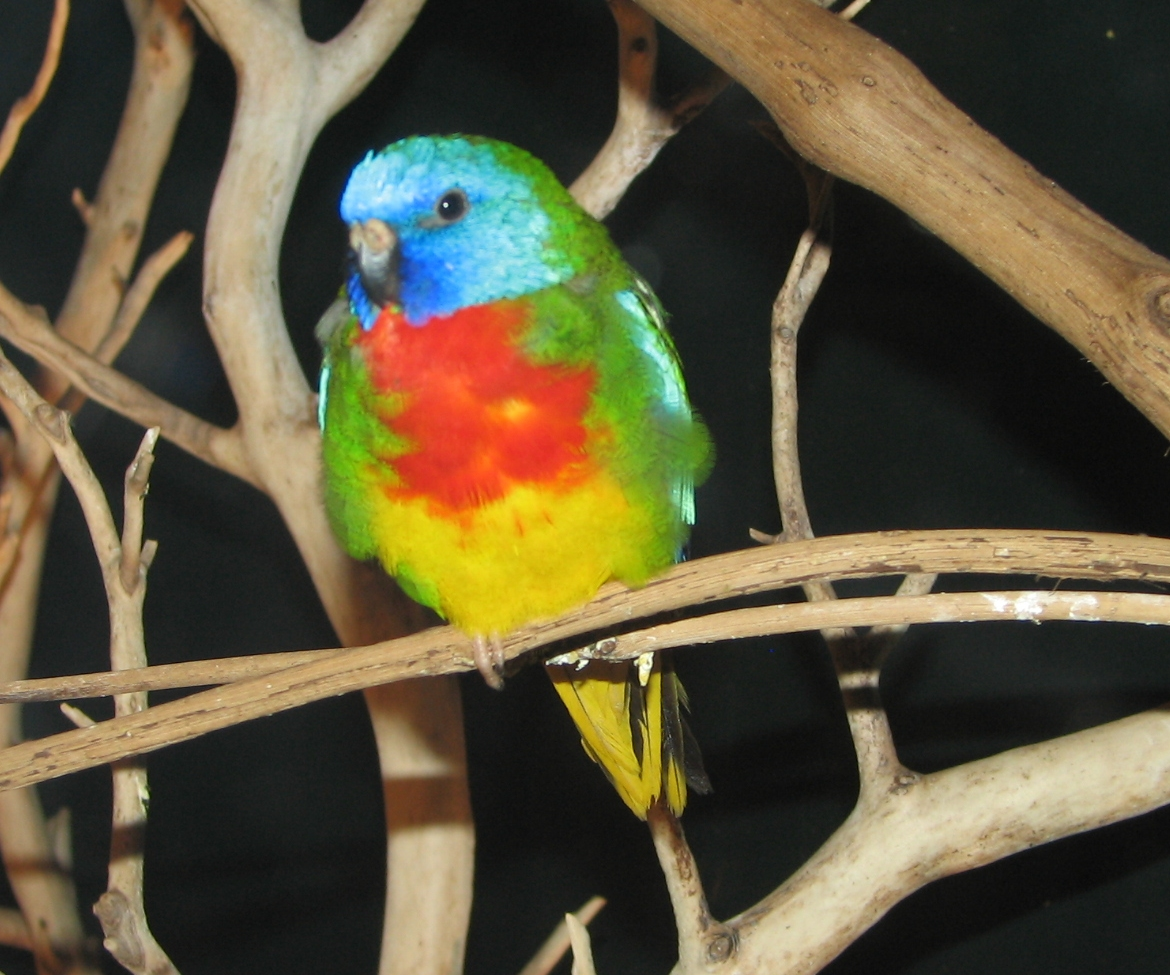
Maschio adulto allo zoo di Cincinnati (USA).

I pappagalli pettoscarlatto sono endemici dell'Australia. La loro area di distribuzione comprende l'interno delle regioni sud-orientali e sud-occidentali del continente, in particolare il Gran Deserto Vittoria. Una popolazione isolata vive nel sud-est dell'Australia Meridionale, nelle vicinanze di Gluepot Station, una piccola riserva di 540 chilometri quadrati. In alcuni anni, l'areale può ingrandirsi considerevolmente a seguito di improvvisi spostamenti in massa che si verificano a seguito di siccità particolarmente gravi.
I pappagalli pettoscarlatto frequentano in linea di massima le zone di boscaglie aride composte principalmente da acacie ed eucalipti. Apprezzano in particolare le piante conosciute con il nome locale di mallee (Eucalyptus gracilis) e di mulga (Acacia aneura). Vivono anche nelle aree boschive dominate da eucalipti e casuarine: zone di questo genere sono particolarmente apprezzate, in quanto il loro suolo è ricoperto da spinifex o da grossi ciuffi d'erba del genere Triodia. I pappagalli pettoscarlatto non disdegnano le creste delle colline rivestite da vegetazione abbondante, e amano le pianure aperte ricoperte da porcellana di mare, una pianta che si sviluppa in ambienti salini.

## Conservazione
La IUCN classifica il pappagallo pettoscarlatto tra le «specie a rischio minimo» (Least Concern). Anche se piuttosto raro, gli spostamenti di massa del 1939 e del 1996 hanno dimostrato che questo uccello è in grado di formare molto rapidamente dei grandi assembramenti. I fattori di perturbazione che colpiscono l'ambiente naturale in cui la specie vive hanno avuto delle conseguenze negative sul numero di esemplari. Anche lo sfruttamento delle riserve acquatiche da parte del bestiame e la concorrenza con il pappagallo di Bourke per le stesse hanno portato a una diminuzione della popolazione. Il bracconaggio e la commercializzazione di questa specie hanno avuto conseguenze devastanti: in Australia vivono in cattività oltre 25.000 pappagalli pettoscarlatto.